# Tomasz Iwan
Tomasz Iwan (Słupsk, 12 giugno 1971) è un dirigente sportivo ed ex calciatore polacco, di ruolo centrocampista.

## Palmarès

### Giocatore

#### Competizioni nazionali
- Campionato olandese: 1

PSV: 1999-2000
- Supercoppa dei Paesi Bassi: 1

PSV: 1998